# Cecilia Dreymüller
Cecilia Dreymüller (1962, Nohn, Eifel, Alemania) es crítica literaria, traductora y editora. Doctora en Filología Hispánica y especializada en literatura alemana y centroeuropea, reside en España desde la década de los ochenta. 
Su carrera como crítica literaria ha contribuido al acercamiento cultural entre España y Alemania colaborando en medios alemanes y españoles. Ha colaborado en Süddeutsche Zeitung, Deutschlandfunk, ABC Cultural, Revista de Libros, Revista de Occidente entre otros y es colaboradora habitual de Babelia, el suplemento literario de El País. 
En 2017 fundó la editorial Tresmolins, dedicada a la difusión de la literatura en lengua alemana.
Ha traducido, entre otros, a Ingeborg Bachmann, Peter Handke, Meret Oppenheim y Marcel Beyer.
Es autora de Los labios de la luna: poesía escrita por mujeres en España entre 1950 y 1990 (Wilhelmsfeld, 1996) y coautora de Homosexualidad y literatura en la Península Ibérica (Berlín, 2001). En España ha publicado el ensayo Incisiones: panorama crítico de la narrativa en lengua alemana desde 1945 (Galaxia Gutenberg, 2008).

## Publicaciones
- Incisiones: panorama crítico de la narrativa en lengua alemana desde 1945.- Barcelona: Círculo de Lectores/Galaxia Gutenberg, 2008. - 392 S. ISBN 978-84-672-2433-7
- Confluencias. Antología de la mejor narrativa alemana actual. - Barcelona: Alpha Decay, 2014. - 347 pp. ISBN 978-84-828-3772-4
- Peter Handke y España. - Madrid: Alianza, 2017. 335 pp. ISBN 978-84-9104-757-5